# NGC 861
NGC 861 (również PGC 8652 lub UGC 1737) – galaktyka spiralna (Sb), znajdująca się w gwiazdozbiorze Trójkąta. Odkrył ją Heinrich Louis d’Arrest 18 września 1865 roku.